# Benzotiofene
Il benzotiofene, nome sistematico benzo[b]tiofene (IUPAC: 1-benzotiofene) è un composto organico eterociclico aromatico, strutturalmente formato da un anello benzenico e uno di tiofene condensati, avente formula C8H6S.  Si presenta come un solido cristallino incolore/bianco, bassofondente (32 °C), combustibile  e dall'odore simile alla naftalina, ma non ha usi domestici; è un composto irritante, facilmente solubile in etere, benzene e toluene, cloroformio, alcool e acetone, ma pochissimo solubile in acqua (130 mg/kg). Si trova come costituente naturale del catrame di lignite. Il benzo[c]tiofene è un altro suo isomero meno stabile.

## Proprietà e struttura
Il benzotiofene è un composto endotermico, ΔHƒ° = +100,60 kJ/mol, ma la sua aromaticità gli conferisce un'energia di risonanza di ~ 240 kJ/mol, il che lo rende cineticamente piuttosto stabile e, anche grazie alla sua natura eterociclica, può essere variamente funzionalizzato. Si trova che entrambi gli anelli sono planari, come previsto dall'ibridazione sp2 di tutti gli atomi componenti; i legami C-S sono un po' più lunghi che nel tiofene (171,4 pm), mentre quelli corrispondenti a C(2)-C(3) sono appena più corti (137,0 pm).
Il potenziale di ionizzazione del benzotiofene (8,17 eV) è alquanto inferiore a quello del tiofene (8,86 eV) e un andamento qualitativamente analogo si verifica anche tra benzofurano e furano.

## Reattività
Sul benzotiofene, che si mostra un po' meno reattivo del tiofene, è possibile effettuare varie reazioni di sostituzione elettrofila aromatica, le quali avvengono di preferenza in posizione 3, mentre la litiazione con il butillitio si verifica in posizione 2; può anche essere idrogenato nelle posizioni 2 e 3 con sodio in etanolo, mentre il trattamento con nichel Raney comporta desolforazione e conduce a etilbenzene.

## Applicazioni
Il benzotiofene costituisce una struttura base per la sintesi di diverse ulteriori molecole, come insetticidi, pesticidi e molecole di interesse farmaceutico, come raloxifene, zileutone e sertaconazolo. Viene anche usato per la sintesi del tioindaco, un pigmento violetto, la cui struttura è correlata strettamente all'indaco.